# Le Violon de Rothschild
Pour l’article homonyme, voir Le Violon de Rothschild (nouvelle).
Pour plus de détails, voir Fiche technique et Distribution.
Le Violon de Rothschild est un film finlando-hungaro-franco-suisse réalisé par l'Argentin Edgardo Cozarinsky, sorti en 1996.
Le sujet du film est l'opéra inachevé éponyme, de Benjamin Fleischmann, un élève du compositeur Dimitri Chostakovitch.

## Synopsis
Le film "Le violon de Rostschild" présente l'entreprise de Chostakovitch d'orchestrer l'opéra en un acte de Benjamin Fleishmann, un de ses anciens élèves juif du conservatoire de Leningrad avant la "grande guerre patriotique". Fleishmann disparait en participant à la défense de Léningrad encerclée par les troupes allemandes laissant son opéra inachevé. Cet opéra était directement inspiré d'une nouvelle de Tchekhov du même nom. Il raconte comment un violoniste (Iakov), homme mesquin,antisémite, en guerre avec tout le village, finit par prendre conscience de l'étroitesse de sa vie à la mort de son épouse et, sur le point de mourir à son tour, donne son violon à un musicien juif (Rotschild) l'homme le plus pauvre de la ville, qu'il avait maltraité un peu plus tôt. (Pour plus de détails on peut lire l'article "Le Violon de Tcheckhov ici : https://www.persee.fr/doc/litts_0563-9751_1991_num_25_1_1565)
Le film comporte une partie consacrée à l'opéra, précédée par une introduction comportant des bandes d'actualités soviétiques de la période d'avant la guerre et de quelques scènes rappelant la position incertaine de Chostakovitch, et suivie d'une autre partie concernant les difficultés que rencontre Chostakovitch du fait de sa musique d'une part (mais c'est aussi elle qui le protège) et d'autre part pour cette entreprise de sauver de l'oubli l’œuvre d'un compositeur juif à propos d'une histoire dont l'un des héros est un musicien juif. Le film signale d'ailleurs que l'opéra ne fut joué qu'une fois en 1968 à Léningrad puis interdit le lendemain pour propagande sioniste.
Il s'achève sur l'image d'un enfant jouant un violon bleu dans la rue, et sur une citation de Chostakovitch :
« Trop de gens chez nous ont été tués et personne ne sait où ils sont enterrés. Qui peut ériger un monument à leur mémoire ? Seule la musique peut le faire. » Ce qui en soit est aussi un résumé du synopsis.

## Fiche technique
- Titre : Le Violon de Rothschild
- Réalisation : Edgardo Cozarinsky
- Scénario : Edgardo Cozarinsky
- Photographie : Jacques Bouquin
- Montage : Martine Bouquin
- Production : Tamás Hutlassa et Serge Lalou
- Société de production : CAB Productions, France Télécom, Hansamedia, Hunnia Filmgyár, La Sept et Les Films d'Ici
- Société de distribution : MKL Distribution (France)
- Pays de production :  France,  Finlande,  Suisse et  Hongrie
- Genre : biopic
- Durée : 101 minutes
- Dates de sortie : 
  - France : 18 décembre 1996

## Distribution
- Sergueï Makovetski : Dmitri Chostakovitch
- Dainius Kazlauskas : Benjamin Fleischmann
- Tõnu Kark : le ministre
- Tarmo Männard : Moishe Vainberg
- Tamara Solodovnikova : tante Nadezhda
- Kaljo Kiisk
- Epp Eespäev : Mme Chostakovitch
- Kirill Shigaev : Maksim Chostakovitch
- Katariina Lauk
- Sulev Luik
- Mari Törőcsik : Marfa
- Miklós Székely : B. Bronza
- Sándor Zsótér : Rothschild
- Ferenc Javori : Shakhes

## Accueil
« Le Violon de Rothschild est l’un des rares films contemporains à prendre la mesure de l’histoire de ce siècle, et doit être compté à ce titre comme une des très grandes œuvres de cinéma réalisées depuis l’après-guerre. Produit en France et tourné en langue russe par un cinéaste d’origine argentine, il incarne de surcroît un « cosmopolitisme » que le siècle en question n’a pas cessé de victimiser, ce qui ne gâche rien. »